# Шипич, Марин
Марин Шипич (хорв. Marin Šipić; род. 29 апреля 1996, Бад-Зоден, Гессен) — хорватский гандболист, выступает за гандбольный клуб «Криенс-Люцерн» и сборную Хорватии по гандболу. Серебряный призёр чемпионата мира 2025 года и чемпионата Европы 2020 года, чемпион Средиземноморских игр 2018 года. Участник летних Олимпийских игр 2024 года.

## Карьера

### Клубная
Шипич дебютировал в хорватской Премьер-лиге в сезоне 2011/12 годов за «МРК Сплит». С 2014 года выступал за «Вараждин», с которым неоднократно участвовал в Кубке ЕГФ. Летом 2017 года перешел в «RK Nexe Našice», с которым занял второе место в чемпионате Хорватии принимал участие в матчах на Кубок ЕГФ.
Чемпион «Загреб» подписал с Шипичом контракт в сезоне 2019/20 года. С этим клубом Шипич стал чемпионом и обладателем кубка в 2021 и 2022 годах, а также участвовал в Лиге чемпионов ЕГФ. С 2022 года выступает в Швейцарии за «Криенс-Люцерн».

### Международная карьера в сборной
В составе сборной Хорватии Шипич выиграл турнир по гандболу на Средиземноморских играх 2018 года. На чемпионате мира 2019 года команда, в которой играл Марин заняла шестое место.
На чемпионате Европы 2022 года Шипич и сборная Хорватии выиграли серебряные медали.
В августе 2024 года был включён в состав Хорватии на Олимпийский турнир по гандболу. Сборная Хорватии, сыграв пять матчей не смогла выйти из группы А, а игроки команды завершили участие в турнире.
В начале 2025 года сыграл на чемпионате мира. Сборная Хорватии стала серебряным призёром турнира. 

## Награды
- Орден Хорватской звезды с ликом Франьо Бучара (10 марта 2025 года)[3]